# Honey Trap
Honey Trap – album studyjny walijskiego muzyka Johna Portera. Wydawnictwo ukazało się 6 października 2014 roku nakładem należącej do muzyka oficyny Good Music Society w kooperacji z Mystic Production. Płyta została wyprodukowana przez Johna Portera i Philla Browna, mającego w dorobku współpracę z takimi wykonawcami jak: Bob Marley, Talk Talk, czy Robert Plant. Materiał był promowany teledyskiem do utworu tytułowego, który wyreżyserował Michał Braum. Wideoklip został nakręcony w opuszczonym Zakładzie dla Nerwowo i Psychicznie Chorych Żydów Zofiówka w Otwocku.
Album dotarł do 40. miejsca polskiej listy przebojów - OLiS.

## Lista utworów
Opracowano na podstawie materiału źródłowego.
1. "My Dark Places" - 4:48
2. "In the Blue Room" - 4:01
3. "Honey Trap" - 4:10
4. "Light On a Darkened Road" - 4:23
5. "Night Smoke" - 4:03
6. "Where the Sun Never Shines" - 3:32
7. "Black With the Blues" - 4:08
8. "Love Didn't Save You" - 4:35
9. "Dreaming of Drowning" - 4:11
10. "No Place To Go" - 3:09
11. "Outta My Bed" - 3:27
12. "Something New" - 5:27